# Saccostomini
Saccostomini – monotypowe plemię ssaków z podrodziny wielkoszczurów (Cricetomyinae) w obrębie rodziny malgaszomyszowatych (Nesomyidae).

## Rozmieszczenie geograficzne
Plemię obejmuje gatunki występujące w Afryce (Somalia, Etiopia, Demokratyczna Republika Konga, Uganda, Kenia, Tanzania, Malawi, Zambia, Angola, Namibia, Zimbabwe, Mozambik i Południowa Afryka; być może Eswatini).

## Morfologia
Długość ciała (bez ogona) 95–173 mm, długość ogona 28–74 mm, długość ucha 14–22 mm, długość tylnej stopy 17–25 mm; masa ciała 33–81 g.

## Systematyka
Rodzaj Saccostomus zdefiniował w 1846 roku niemiecki zoolog Wilhelm Peters w artykule poświęconym opisowi nowych rodzajów ssaków z rzędu owadożernych i gryzoni, opublikowanym w czasopiśmie Bericht über die zur Bekanntmachung geeigneten Verhandlungen der Konigl. Preuss. Akademie der Wissenschaften zu Berlin. Gatunkiem typowym jest (oznaczenie monotypowe) torbomysz sawannowa (S. campestris).

### Etymologia
- Saccostomus: gr. σακκος sakkos ‘torba’; στομα stoma, στοματος stomatos ‘usta’[10].
- Eosaccomys: gr. εως eōs lub ηως ēōs ‘wschodni, orientalny’; σακκος sakkos ‘torba’; μυς mus, μυος muos ‘mysz’[11].

### Podział systematyczny
Do plemienia należy jeden rodzaj – torbomysz (Saccostomus) – z następującymi występującymi współcześnie gatunkami:
| Grafika | Gatunek                 | Autor i rok opisu   | Nazwa zwyczajowa    | Podgatunki         | Rozmieszczenie geograficzne                                                                                        | Podstawowe wymiary                            | Status IUCN |
| ------- | ----------------------- | ------------------- | ------------------- | ------------------ | --- | --------------------------------------------- | ----------- |
|         | Saccostomus mearnsi     | E. Heller, 1910     | torbomysz kenijska  | gatunek monotypowy | wschodnia Uganda, Kenia, południowo-zachodnia Etiopia i Somalia                                                    | DC: 10,1–15 cm DO: 43–69 cm MC: 43–69 g       | LC          |
|         | Saccostomus umbriventer | G.S. Miller, 1910   |                     | gatunek monotypowy | sawanny w Stepie Masajów w południowo-zachodniej Kenii i północnej Tanzanii                                        | DC: 13,3–13,6 cm DO: 5,5–6 cm MC: brak danych | NE          |
|         | Saccostomus campestris  | W.C.H. Peters, 1846 | torbomysz sawannowa | 2 podgatunki       | Afryka Południowa od Angoli, Demokratycznej Republiki Konga i Tanzanii na południe do Namibii i Południowej Afryki | DC: 9,5–17,3 cm DO: 2,8–5,5 cm MC: 33–81 g    | LC          |

Kategorie IUCN:  LC  – gatunek najmniejszej troski;  NE  – gatunki niepoddane jeszcze ocenie.
Opisano również gatunki wymarłe:
- Saccostomus geraadsi Mein, Pickford & Senut, 2004[14] (Etiopia; miocen)
- Saccostomus major Denys, 1987[15] (Tanzania; pliocen).